# Сельское поселение Куть-Ях
Се́льское поселе́ние Куть-Ях — муниципальное образование в Нефтеюганском районе Ханты-Мансийского автономного округа Российской Федерации.
Административный центр — посёлок Куть-Ях.

## История
Статус и границы сельского поселения установлены Законом Ханты-Мансийского автономного округа - Югры от 25 ноября 2004 года № 63-оз «О статусе и границах муниципальных образований Ханты-Мансийского автономного округа - Югры»

## Население
| 2010  | 2012  | 2013  | 2014  | 2015  | 2016  | 2017  |
| ----- | ----- | ----- | ----- | ----- | ----- | ----- |
| 2183  | ↘2097 | ↘2060 | ↗2069 | ↗2073 | ↗2091 | ↗2113 |
| 2018  | 2019  | 2020  | 2021  |       |       |       |
| ↘2085 | ↘2029 | ↘2027 | ↗2152 |       |       |       |

## Состав сельского поселения
| № | Населённый пункт | Тип населённого пункта          | Население |
| - | ---------------- | ------------------------------- | --------- |
| 1 | Куть-Ях          | посёлок, административный центр | ↗2152     |